# كبلر-419c
كيبلر 419 سي (بالإنجليزية: Kepler-419c)‏ هو كوكب خارج المجموعة الشمسية، في كوكبة الدجاجة (كوكبة)، يتبع Kepler-419.

## الاكتشاف
اكتشف في 12 يونيو 2014.